# Josef Pongratz

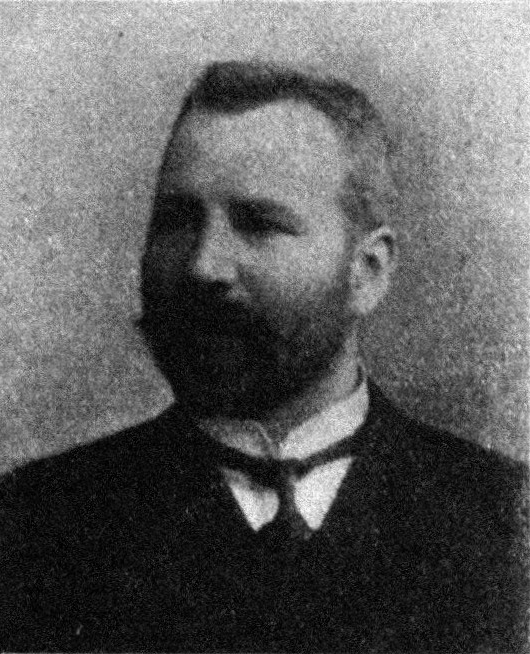
Josef Pongratz

Josef Pongratz (* 21. Februar 1863 in Eibiswald; † 26. November 1931 in Graz) war ein österreichischer Politiker der SDAP.
Nach dem Besuch der Volksschule absolvierte Pongratz in Graz eine Tischlerlehre, trat 1879 dem Verein der Tischlergehilfen bei und wurde bald dessen erster sozialdemokratischer Obmann. 1890 war Pongratz einer der Mitbegründer der sozialdemokratischen Zeitung Arbeiterwille. Ab 1891 fungierte er als Sekretär, 1910 bis 1925 als Direktor der Bezirkskrankenkasse in Graz (heute Steiermärkische Gebietskrankenkasse). 
Als Vertreter der Sozialdemokraten war Pongratz von 1900 bis 1913 und 1918 bis 1924 Mitglied des Grazer Gemeinderates sowie 1907 bis 1914 und 1917/18 Abgeordneter des österreichischen Reichsrats. Von Oktober 1918 bis Februar 1919 gehörte er der Provisorischen Nationalversammlung und danach von Dezember 1920 bis November 1923 dem Bundesrat an. In der steirischen Landespolitik fungierte er von November 1918 bis Dezember 1930 als Landeshauptmann-Stellvertreter.